# Шунде-Чула
Шунде-Чула (перс. شونده چولا) — село в Ірані, у дегестані Вірмуні, в Центральному бахші, шагрестані Астара остану Ґілян. За даними перепису 2006 року, його населення становило 50 осіб, що проживали у складі 10 сімей.